# Legio XV Apollinaris
La Legio XV Apollinaris (Decimoquinta legión «Apolínea») fue una legión romana, reclutada por Octaviano en 41/40 a. C. El emblema de esta legión fue probablemente una imagen de Apolo, o de uno de sus animales sagrados.
La legión XV Apollinaris a veces es confundida con otras dos legiones con el mismo número: una unidad precedente que fue comandada por Julio César y encontró su final en África del Norte en el 49 a. C., y una unidad posterior que estaba presente en la batalla de Filipos por el lado del Segundo triunvirato y luego enviada a Oriente.

## Historia

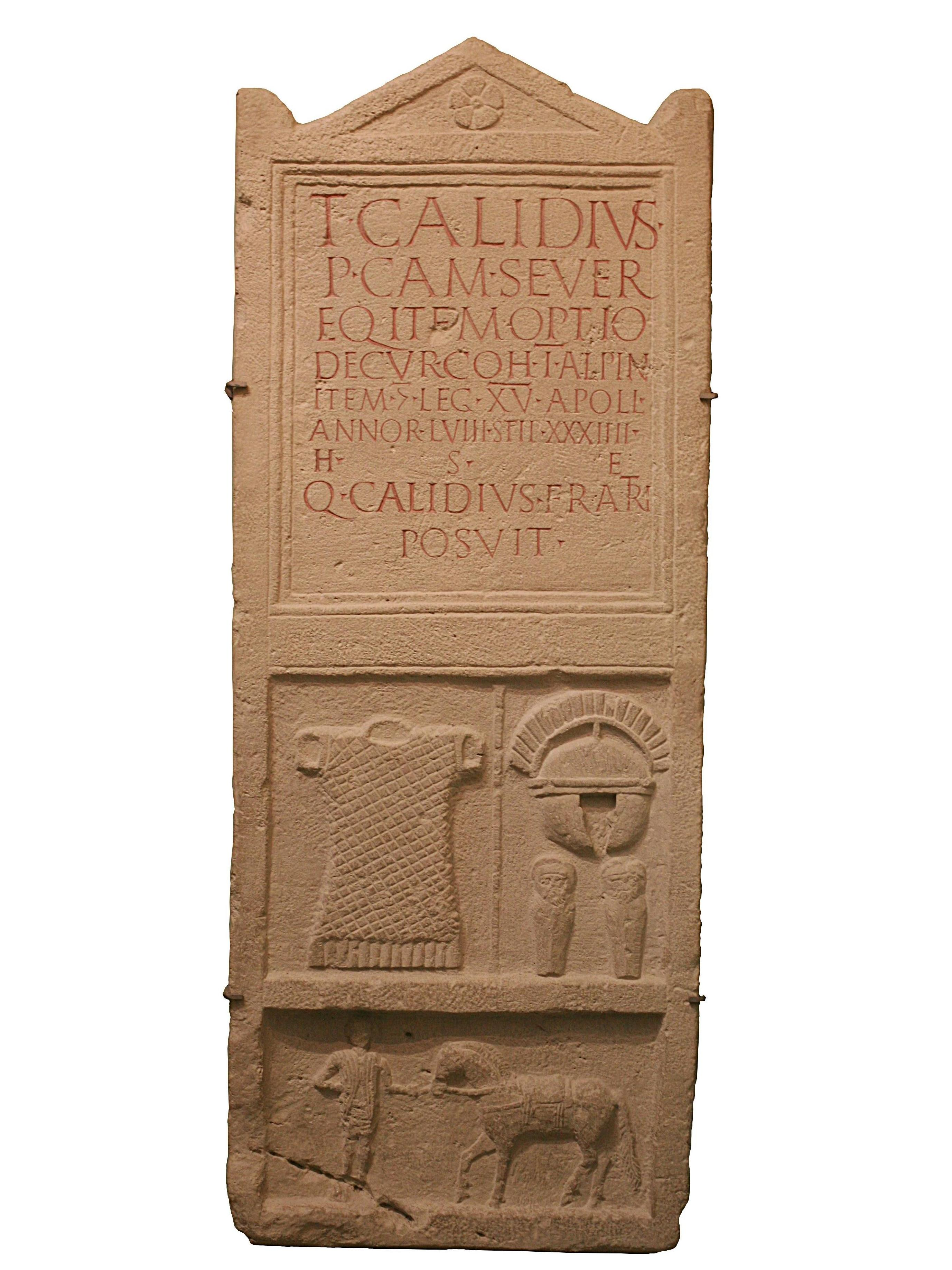
Estela funeraria del centurión Titus Calidius Severus, procedente de Carnuntum, en Pannonia.

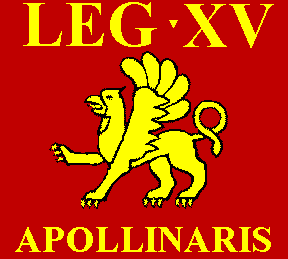
Recreación del estandarte de la XV Apollinaris con un grifo como símbolo.

### Creación ysigloI
Octaviano (más tarde emperador Augusto) levó la XV Apollinaris para acabar la ocupación de Sicilia por Sexto Pompeyo, quien estaba amenazando el suministro de cereal de Roma. Después de la batalla de Accio, la legión fue enviada a la provincia romana de Ilírico donde fue acuartelada sucesivamente en Siscia y Emona.
En el año 6 la XV Apollinaris fue parte de la enorme campaña de Tiberio en Panonia contra Marbod, el rey de los marcomanos. La Apollinaris vio bastante lucha en la supresión de esta revuelta. Es muy probable que esta legión construyese la Colonia Iulia Aemona (actual Liubliana, Eslovenia).
Después del «desastre de Varo» en la Batalla del bosque de Teutoburgo en el año 9, la legión estaba acuartelada en Panonia, en la nueva fortaleza legionaria de Carnuntum.
Allí permaneció la unidad hasta que la enviaron a Siria y posiblemente Armenia por Nerón en 61 o 62, estos territorios recientemente conquistados a los partos. Estableció su cuartel general en Antioquía (Siria). Después de la conclusión de la guerra con Partia, la legión fue enviada a Alejandría pero pronto se vio implicada en la feroz lucha de la primera guerra judeo-romana, capturando las ciudades de Jotapata y Gamala. Fue la Decimoquinta la que capturó al general judío que más tarde fue famoso como el historiador Josefo. Durante este período la legión fue comandada por Tito, quien más tarde se convertiría en emperador.

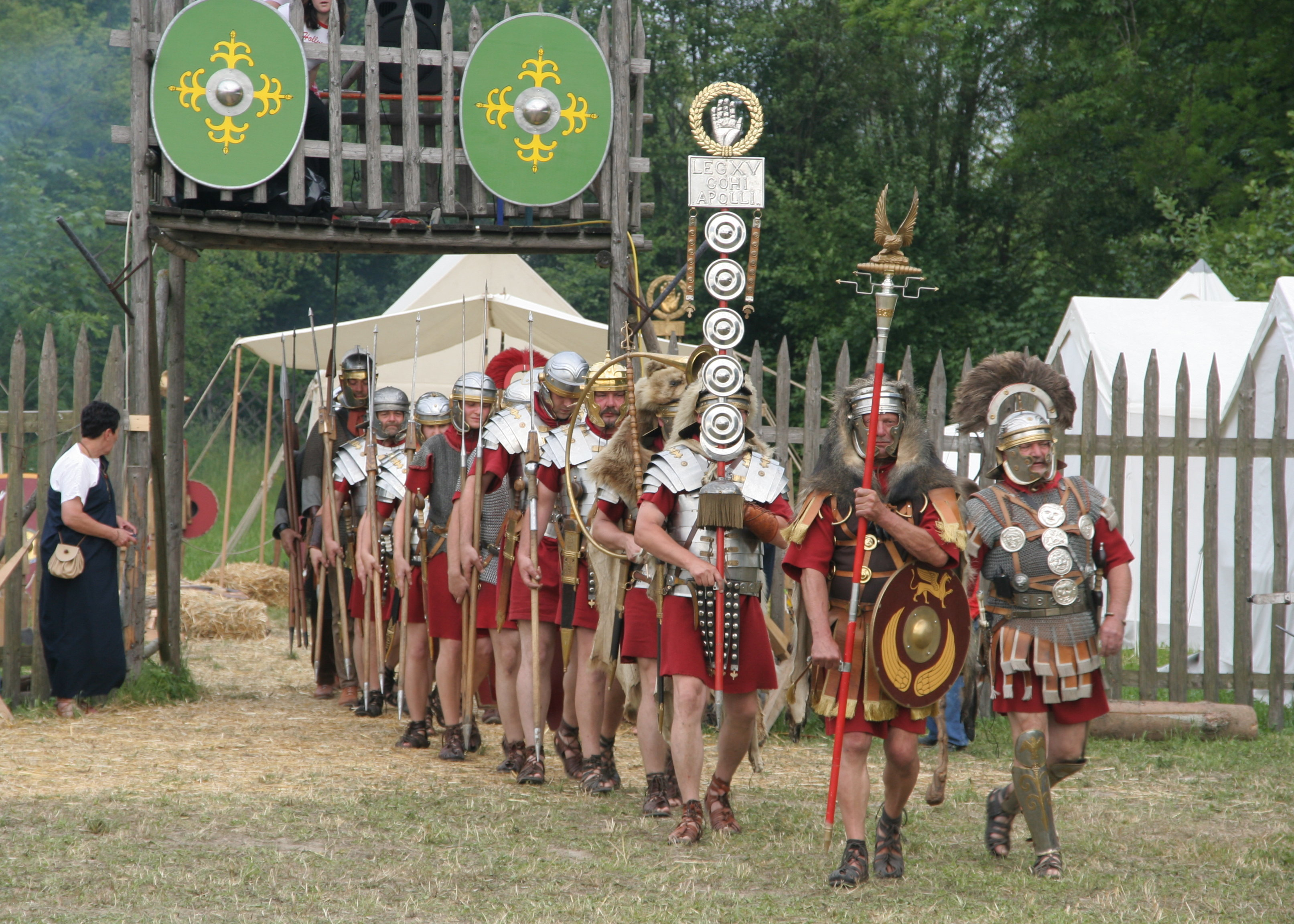
Recreación austriaca de esta legión.

Tras la supresión de la revuelta en el año 70 la legión permaneció en Jerusalén hasta el año 71 y después regresó a Carnuntum y reconstruyó su fortaleza. Elementos de la XV Apollinaris lucharon en las guerras dacias aunque el cuerpo principal de la legión permaneció en Panonia.

### SigloII
En el año 114 estalló de nuevo la guerra con Partia y la legión fue enviada al frente, reforzada con elementos de la XXX Ulpia Victrix. La legión luchó en Mesopotamia, que fue conquistada por los romanos. Después de acabado el conflicto en el año 117 permaneció en Oriente con un nuevo cuartel en Satala en el noreste de Capadocia, con elementos acantonados en Trapezus en el Mar Negro y en Ancyra, lo que modernamente es Ankara. Desde esta base la Decimoquinta ayudó a rechazar la invasión de los alanos en 134.
Para el año 162, Roma y Partia estaban en guerra de nuevo; la campaña, dirigida por el emperador Lucio Vero fue exitosa, y la legión ocupó la capital armenia Artaxata. En 175, el general Avidio Casio se rebeló contra el emperador Marco Aurelio, pero la Decimoquinta permaneció leal y se ganó el título adicional de Pia Fidelis.

### De los Severos alsigloV
La historia de la legión después de este punto se basa más en conjeturas. Como una unidad acuartelada en Oriente Medio, es casi seguro que tomó parte en campañas posteriores contra Partia, incluyendo el saqueo de su capital Ctesifonte por los romanos en 197, y en guerras contra el nuevo poder sasánida que dominó Persia a partir de entonces, aunque no hay documento directo de ello. A comienzos del siglo V, la legión reaparece en la historia: todavía estaba acuartelada en Satala y Ancyra, aunque había perdido su puesto en Trapezus en algún momento anterior, y estaba bajo el mando del Dux Armeniae.
Una inscripción posiblemente relacionada con esta legión se encontró en una cueva en Uzbekistán oriental, quizá tallada por soldados capturados por los partos y mandados a su frontera oriental como guardias fronterizos.